# Antoniszki I
Antoniszki I (lit. Antaniškė I) – wieś na Litwie, w okręgu uciańskim, w rejonie ignalińskim, w gminie Dukszty.
Dawniej zaścianek Antoniszki Kolejowe.

## Historia
W dwudziestoleciu międzywojennym zaścianek leżał w Polsce, w województwie nowogródzkim (od 1926 w województwie wileńskim), w powiecie brasławskim (od 1926 w powiecie święciańskim), w gminie Dukszty.
Według Powszechnego Spisu Ludności z 1921 roku zamieszkiwało tu 17 osób, wszystkie były wyznania rzymskokatolickiego. Jednocześnie 5 mieszkańców zadeklarowało polską przynależność narodową a 16 litewską. Były tu 3 budynki mieszkalne. W 1931 zamieszkiwało tu 31 osób w 5 budynkach.
Miejscowość należała do parafii rzymskokatolickiej w Duksztach. Podlegała pod Sąd Grodzki w Święcianach i Okręgowy w Wilnie; właściwy urząd pocztowy mieścił się w m. Duksztach.